# Solicitud de información
Una solicitud de información, o RFI por sus siglas en inglés (Request For Information), es un proceso empresarial estándar cuyo propósito es recoger información por escrito acerca de las capacidades de varios proveedores. Normalmente sigue un formato que puede ser usado para efectos comparativos.
Una RFI se usa en primer lugar para recabar información sobre los próximos pasos. Las RFI rara vez son la etapa final de un proceso, sino que a menudo se emplean en combinación con lo siguiente: licitación (RFT o ITT), solicitud de propuestas (RFP) o  solicitud de precio (RFQ). Además de recoger información básica, una RFI se utiliza a menudo como una petición enviada a una amplia base de potenciales suministradores con el propósito de condicionar sus opiniones, desarrollar una estrategia, construir una base de datos o preparar una RFP, RFT o RFQ.